# يعرة (الجوبة)

تعديل مصدري - تعديل

يعرة هي إحدى قرى عزلة يعرة بمديرية الجوبة التابعة لمحافظة مأرب، بلغ تعداد سكانها 1004 نسمة حسب تعداد اليمن لعام 2004.